# Радоцына
Радоцына (пол. Radocyna, русин. Радоцина) — несуществующее село в Польше на территории гмины Усце-Горлицке Горлицкого повята Малопольского воеводства.

## География
Село располагалось в 20 км от села Сенкова, в 26 км от Горлице и в 124 км от Кракова.

## История
До конца Второй мировой войны в селе проживали лемки. В 1946—1947 годах большинство жителей села были переселены во время операции «Висла» на западные территории Польши.
Сегодня через бывшее село проходят несколько туристических пеших маршрутов.

## Достопримечательности
- Воинское кладбище времён Первой мировой войны.
- Старое лемковское кладбище.